# B.o.B
B.o.B（ビー・オー・ビー、本名: ボビー・レイ・シモンズ・ジュニア、1988年11月15日 - ）は、アメリカ合衆国・ジョージア州アトランタ出身のラッパーである。

## 経歴
13歳でラップを始め、18歳の時に人気ラッパーT.I.が経営するクラブ「Crucial」でパフォーマンスをした事から、地元アトランタで大きな話題を呼ぶようになる。その後、プロデューサーのジム・ジョンシンが新たに立ち上げたレーベル「Rebel Rock」を通じ、メジャーレーベルのアトランティック・レコード (Atlantic Records) と契約を結ぶ事に成功する。
その後、2010年発表のシングル「Nothin' On You」で全米シングルチャートにて2週連続1位を獲得し、人気が一気に爆発する。直後にリリースされたデビューアルバム『B.o.B Presents: The Adventures of Bobby Ray』も全米アルバム・チャート初登場1位を記録した。
2011年にはグラミー賞にて、「ベスト・ラップソング」を始めとした計4部門にノミネート。
2012年5月1日には、2ndアルバム『Strange Clouds』をリリースした。

## ディスコグラフィ
スタジオ・アルバム
- B.o.B Presents: The Adventures of Bobby Ray（2010年）
- Strange Clouds（2012年）
- Underground Luxury（2013年）
- Ether（2017年）
- The Upside Down（2017年）
- Naga（2018年）
- Southmatic（2019年）
- Somnia（2020年）
- Better Than Drugs (2022年)
- A Town Full of Nowhere (2023年)